# Musée de la Résistance et de la Déportation (Besançon)
Le musée de la Résistance et de la Déportation de Besançon, labellisé Musée de France, est installé au cœur de la Citadelle de Besançon, haut lieu de culture et de tourisme franc-comtois. Fermé depuis 2020 pour refonte complète, il a rouvert ses portes le 8 septembre 2023.
Le musée interroge ses différentes missions pour en faire un établissement de connaissance et d'Histoire, un lieu intimement connecté à la société et au monde dans lequel il s'inscrit. La richesse de ses collections en fait un outil précieux au service de la recherche historique et du rayonnement de la ville de Besançon.

## Historique

### Denise Lorach, fondatrice du musée
Née Denise Lévy le 22 juillet 1916 à Besançon, elle y est scolarisée au lycée Pasteur. En 1938, elle épouse à Besançon Jacques Lorach, avocat à Belfort, le couple donne naissance à un petit garçon l'année suivante. Lorsque la Seconde Guerre mondiale éclate, Jacques Lorach est mobilisé et fait prisonnier en 1940. Denise, accompagnée de son enfant, se réfugie alors chez ses parents dans la Nièvre. Elle, son père et son fils, sont arrêtés le 28 février 1944. Son père est déporté à Auschwitz, dont il ne reviendra pas vivant. Elle-même et son fils, alors âgé de 4 ans, sont conduits dans un premier temps au camp d'internement de Drancy, puis déportés dans le camp de concentration de Bergen-Belsen au début du mois de mai 1944. Peu avant la libération du camp, ils sont entassés dans un train avec d’autres déportés pour un voyage interminable de deux semaines. Le convoi est stoppé par les troupes soviétiques le 23 avril 1945. Aucune aide n’est apportée aux prisonniers, mais Denise et son fils parviennent à monter à bord d'un camion pour revenir en France. Deux mois plus tard, elle retrouve son mari à Paris. Affaiblie, elle ne pèse plus que 34 kg et son fils a perdu l’usage de la marche. La famille s’installe à nouveau à Besançon, où elle donne naissance à un second enfant.

### Création
En 1964, une exposition est organisée au musée des Beaux-Arts pour commémorer le vingtième anniversaire de la libération de la France et le cinquantième anniversaire du début de la Première Guerre mondiale. Denise Lorach, alors vice-présidente de l'ADIF (Association des déportés, internés et familles de disparus), est profondément choquée par l’absence de mise en valeur du sort des déportés. Elle s’adresse alors directement et sans détour au maire de l’époque, Jean Minjoz, estimant qu’un espace devrait être dédié à cette part essentielle et tragique de l’histoire de la Seconde Guerre mondiale,. Elle réclame qu'une salle de l'exposition y soit consacrée, mais Jean Minjoz, qui est également un ancien résistant, lui propose plutôt de créer un musée.
Une Association des Amis du Musée de la Résistance et de la Déportation est créée, qui tient sa première assemblée générale le 25 octobre 1967.
Rapidement, Denise Lorach s’entoure de soutiens pour donner corps à son projet. Elle fait appel à Henri Michel, alors secrétaire général du Comité d’histoire de la Seconde Guerre mondiale, qui apporte une légitimité scientifique, un appui institutionnel, ainsi que des collections. C’est également lui qui recommande le scénographe Guy Langlois, issu de l’Institut national de la recherche pédagogique. En janvier 1971, l’équipe s’étoffe : François Marcot, étudiant en maîtrise d’histoire, rejoint l’initiative aux côtés de Simone Dubois, professeure d’histoire, également investie dans le projet.
Le musée ouvre ses portes le 17 juillet 1971.

### Rénovation
Le musée bénéficie d'importants travaux de rénovation qui durent près de trois ans, et ferme par conséquent ses portes du 6 janvier 2020 jusqu'à sa réouverture le 8 septembre 2023. Le budget de cette rénovation s'élève à 5 422 000 € dont un montant de 1 084 572 € versé par la ville de Besançon en tant que propriétaire du musée, et des subventions de 254 000 € de la  part de la communauté urbaine Grand Besançon Métropole, 418 000 € du département du Doubs, 837 000 € de la région Bourgogne-Franche-Comté, 416 000 € euros du Fonds national d’aménagement et développement du territoire, 924 144 € du ministère de la Culture et 500 000 € du Secrétariat d’État aux anciens combattants.

## Muséographie

### Exposition permanente
Le parcours muséal de l'exposition permanente est décliné en neuf thèmes répartis sur dix salles : 
- L’Allemagne nazie dans l’Europe des années 1930
- L’effondrement, 1940
- Les Français sous Vichy et l’Occupation, 1940-1944
- Des résistances à la Résistance
- Vies en sursis. Persécution et répression, 1940-1945
- Déportation et système concentrationnaire, 1933-1945
- Extermination et génocide, 1933-1945
- La fin ? Libérations, 1944-1945
- Reconstruire – Transmettre – Hériter

### Art en déportation

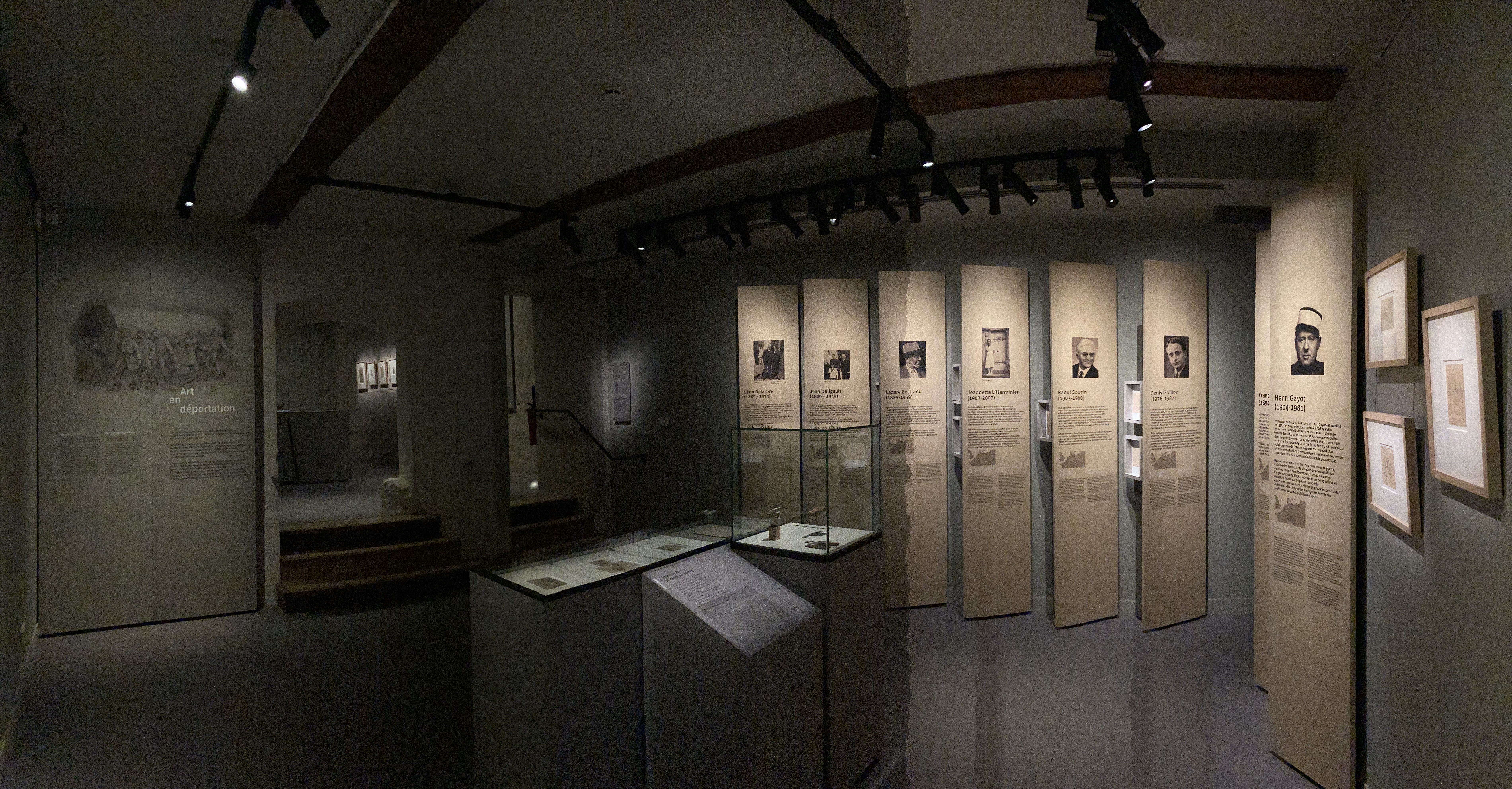
Salle d'art en déportation

Le musée possède une des plus importantes collections en Europe d’œuvres d'art réalisées dans les prisons et camps de concentration de l'Allemagne nazie, riche de près de 600 peintures, statuettes et dessins. Deux salles présentent une partie de la collection
Deux salles d'art concentrationnaire sont consacrées à l'œuvre de Jean Daligault, déporté Nacht und Nebel/Nuit et brouillard, et à celle de Léon Delarbre, résistant déporté à Auschwitz. La collection présentée, pour une bonne part, constitue un dépôt du Musée national d'Art moderne. La visite de ces salles se fait sur rendez-vous.

### Expositions temporaires
- Autour de la table, histoires en partage — septembre 2023 - été 2024
- Valises ! Histoires d’un objet dans la guerre — du 27 mai au 31 décembre 2025

## Le centre de ressources
Cet espace, accessible uniquement sur rendez-vous, met à disposition des publics sa bibliothèque, ses archives, sa banque d'images (comprenant 8 000 négatifs, microfilms, diapositives, cassettes), ses enregistrements sonores… Il compte des fonds d'intérêt national, constitués par l'abbé Joseph de La Martinière (1908-2003) et par Germaine Tillion.
Le Service médiation, animé par deux médiateurs culturels, et le Service éducatif animé par deux professeurs détachés de l’Éducation nationale, sont à disposition des enseignants pour préparer une visite ou des travaux d'élèves. Ils assurent aussi la rédaction d'outils pédagogiques, en lien avec les programmes des classes de cycle 3 jusqu'à la terminale ; ils offrent également une aide à la préparation du Concours national de la résistance et de la déportation.

## Images

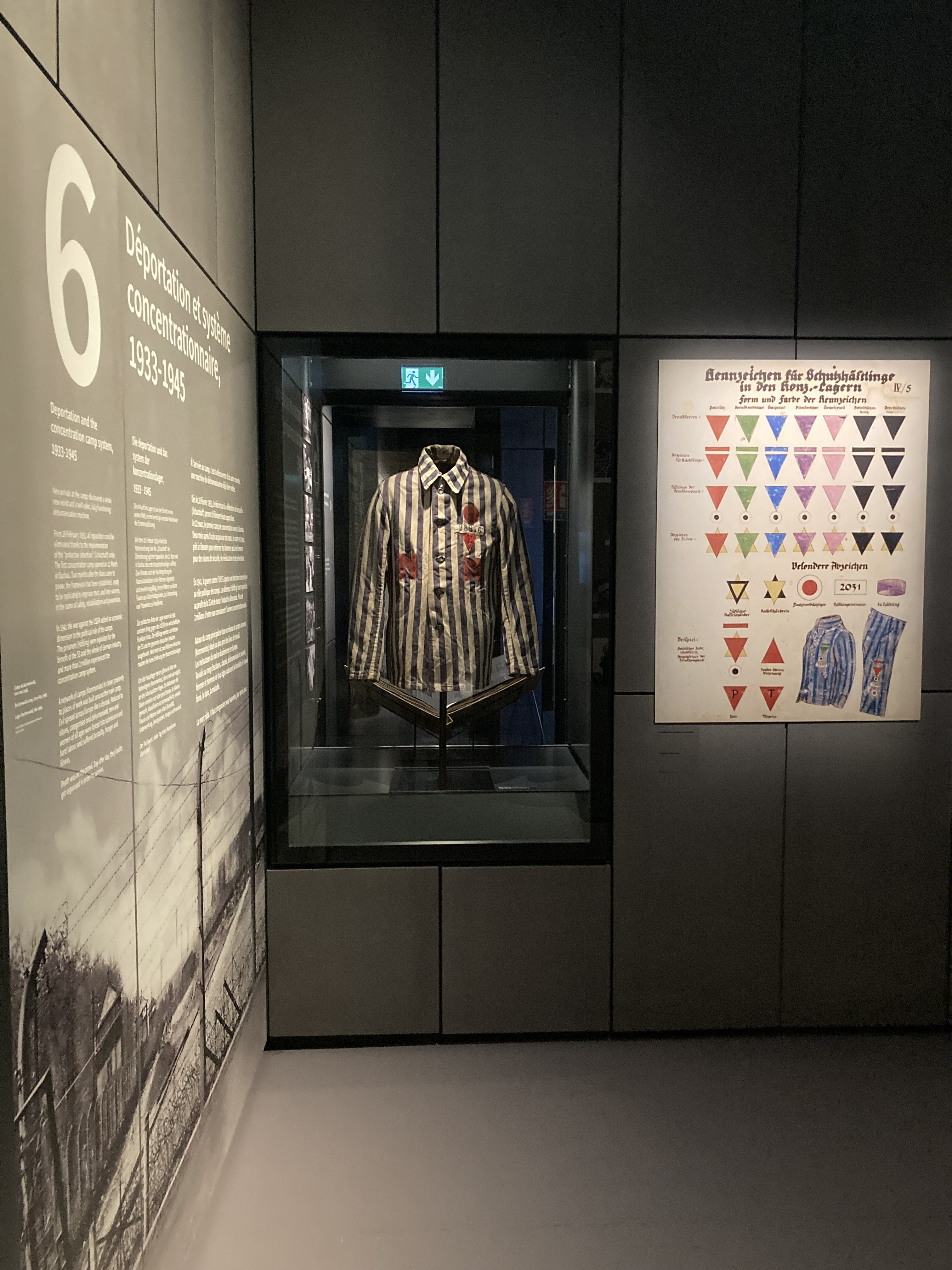
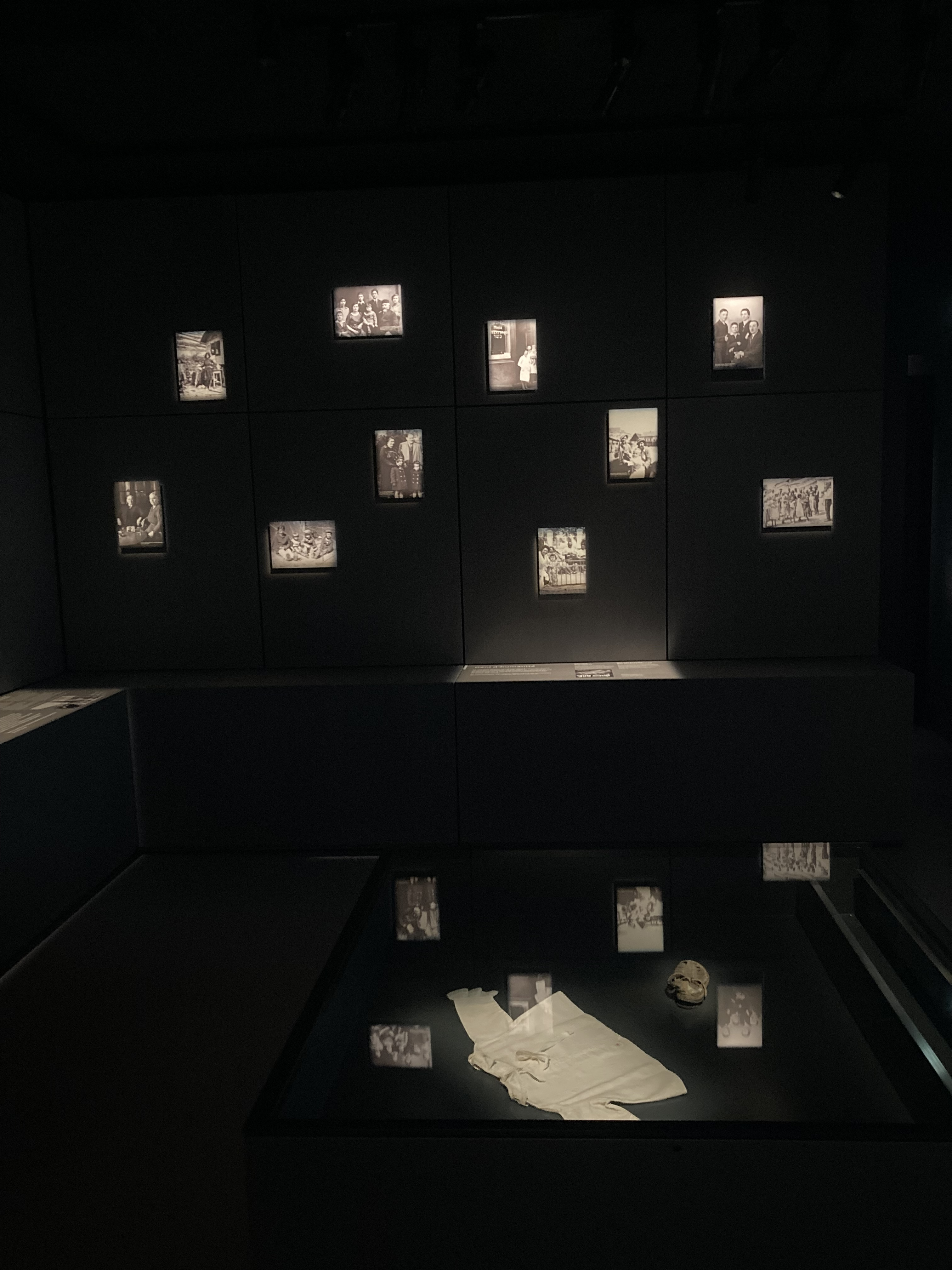
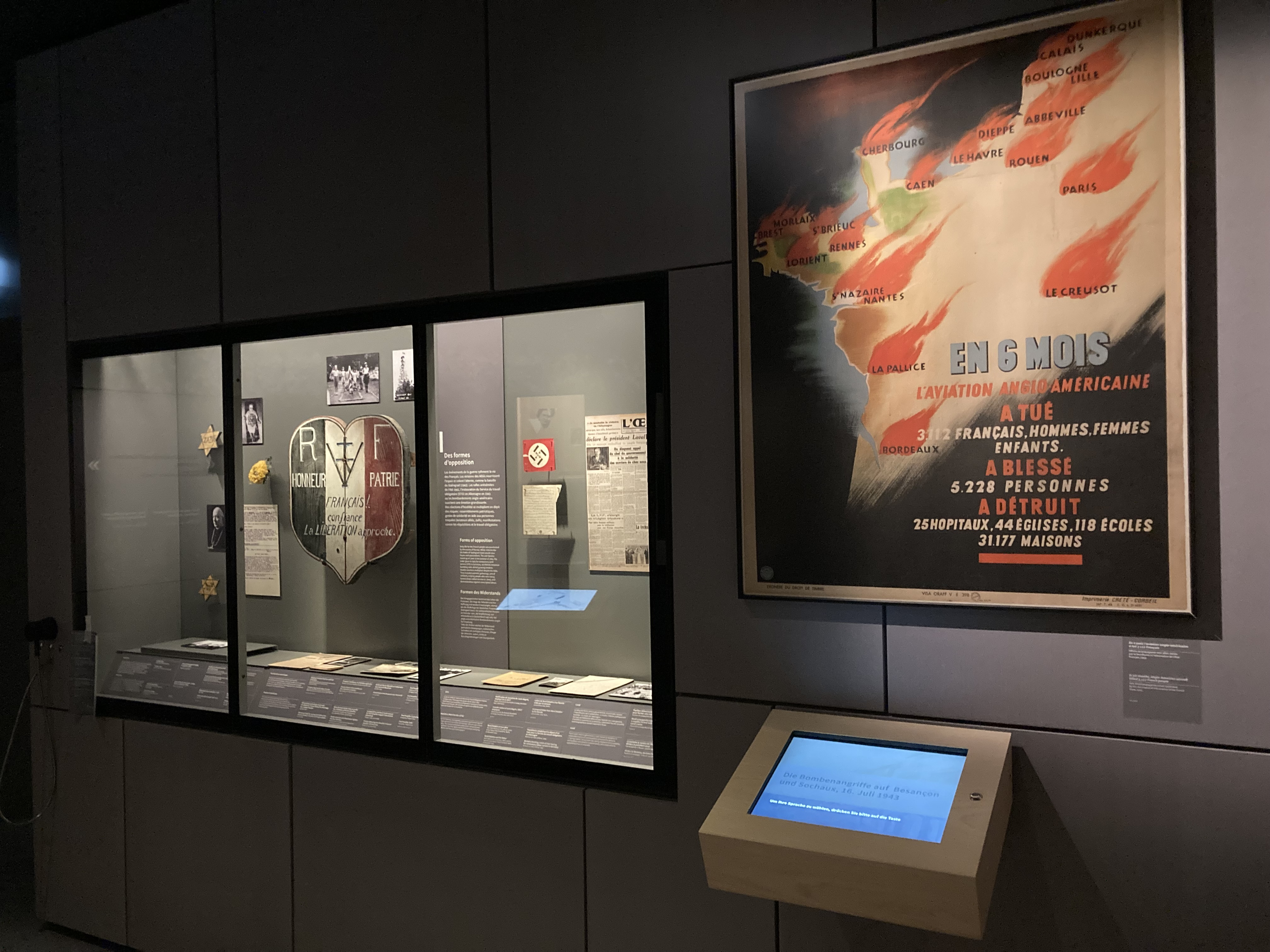
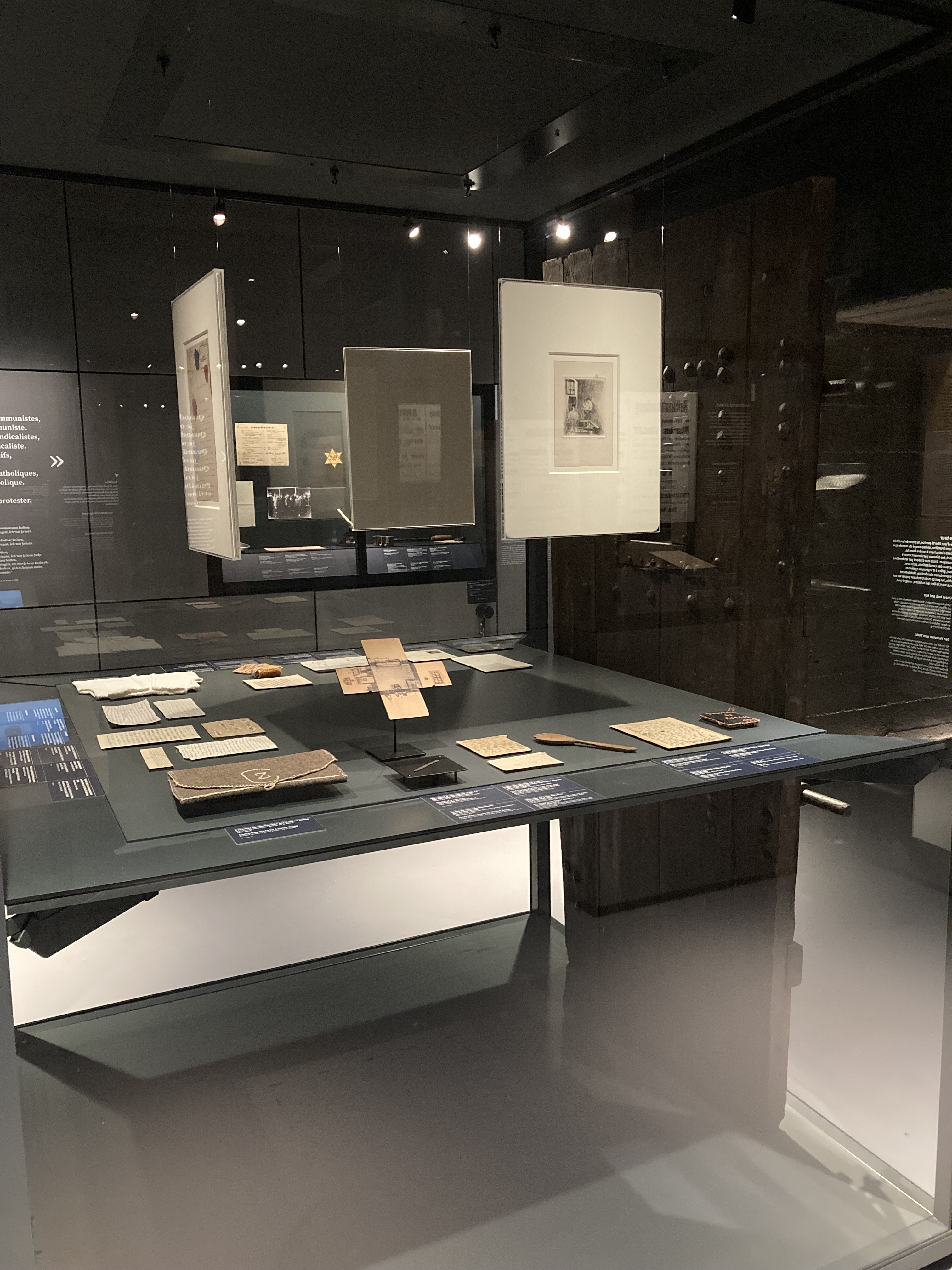